# La Traque des bannis
La Traque des bannis (titre original : Halt's Peril) est un roman fantastique de John Flanagan publié en 2009 puis traduit en français et publié en 2012.

## Résumé
Will, Halt et Horace poursuivent les Bannis qui leur ont échappé à Clonmel pour les neutraliser. Une traque commence mais Halt est blessé et la situation s'envenime.